# アルトゥール・クリスピン

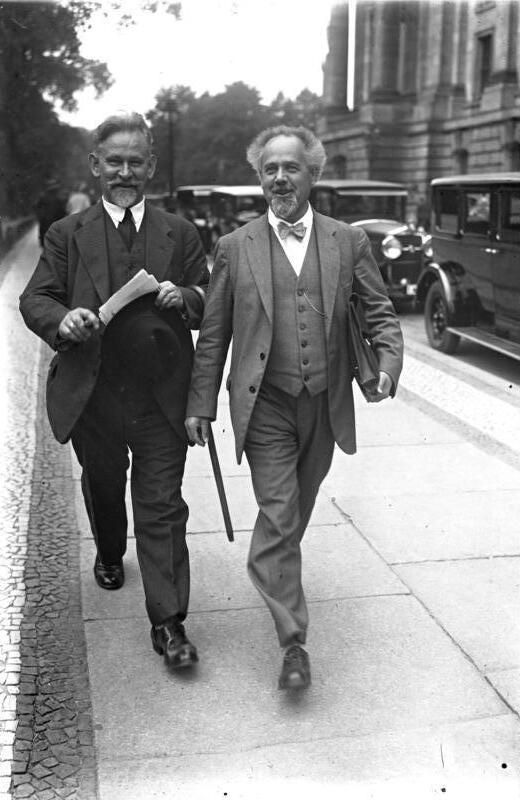
クリスピン（右）とヴィルヘルム・ヴィットマン（1930年）

アルトゥール・クリスピン（ドイツ語: Arthur Crispien, 1875年11月4日 - 1946年11月29日）は、ドイツの政治家。ヴァイマル共和政時代にドイツ社会民主党（SPD）、ドイツ独立社会民主党（USPD）の党首を務めた。

## 経歴
東プロイセンのケーニヒスベルク生まれ。最初劇場の画家となり、美術学校に通ったり健康保険会社に勤めたりした。1894年にドイツ社会民主党（SPD）に入党し、ケーニヒスベルクやダンツィヒでジャーナリストとして党機関紙などで働いた。1906年からは西プロイセン地区で党書記、1912年からはシュトゥットガルトで党機関紙の編集員を務めたが、1914年に勃発した第一次世界大戦への対応をめぐり、党中央委員会を批判したため党の職務から外された。
大戦中にスパルタクス団のメンバーと交流があったため、数カ月間拘留されたこともある。戦争に反対するSPD分派の党員が1917年に結党したドイツ独立社会民主党（USPD）に入党。1918年のドイツ革命後はヴュルテンベルク州で暫定内閣の副首相となり、短期間ながら内相を務めた。1919年にはヴュルテンベルク州議会議員に選出される。同年から党首に就任し、党内左派に属した。1920年に国会議員に当選し、党の外交政策広報官を務める。この年USPDの代表としてモスクワに赴き、コミンテルン加盟やドイツ共産党との合同を協議したが、いずれも拒否する立場になった。これによりUSPDは分裂し、彼は少数派になった。
USPD党員の多くが1922年の党大会でSPDに復帰した際、彼もSPDに復帰して同時にSPD党首の一人となった。しかし出戻り組ということもあり党内での影響力はほとんどなく、社会主義インターナショナルの前身である社会主義労働者インターナショナルでの活動を専らにしていた。1933年のナチ党の政権獲得後はオーストリアを経由してスイスに亡命し、第二次世界大戦後間もない1946年にベルンで死去した。